# Denisa Šátralová
Denisa Šátralová (dawniej Allertová, ur. 7 marca 1993 w Pradze) – czeska tenisistka.

## Kariera tenisowa
Tenisistka występująca głównie w turniejach ITF. Po raz pierwszy w turnieju głównym zagrała w 2010 roku, w czeskim Zlinie, po wygraniu kwalifikacji. W maju 2011 roku zakwalifikowała się do dużego turnieju ITF (100 000 dolarów amerykańskich), w którym dotarła do ćwierćfinału, pokonując po drodze Sandrę Záhlavovą i Łesię Curenko. Pierwsze zwycięstwo w singlu odniosła w grudniu 2012 roku, w Antalyi. W sumie wygrała dziesięć turniejów w grze pojedynczej i dwa w grze podwójnej rangi ITF.
W marcu 2016 roku osiągnęła najwyższe miejsce w światowym rankingu WTA Tour - 55.

## Życie prywatne
W sierpniu 2019 roku Denisa poślubiła swojego długoletniego chłopaka, Jana Šátrala i zmieniła nazwisko na Denisa Šátralová.

## Finały turniejów WTA
| Legenda                     | Legenda |
| --------------------------- | ------- |
| Wielki Szlem                |         |
| Igrzyska olimpijskie        |         |
| WTA Tour Championships      |         |
| 2009 – 2020                 |         |
| WTA Premier Mandatory       |         |
| WTA Premier 5               |         |
| WTA Premier                 |         |
| WTA International Series    |         |
| WTA 125K series (2012–2020) |         |

### Gra pojedyncza 1 (0-1)
| Końcowy wynik | Nr | Data             | Turniej | Nawierzchnia | Przeciwniczka   | Wynik finału |
| ------------- | -- | ---------------- | ------- | ------------ | --------------- | ------------ |
| Finalistka    | 1. | 26 września 2015 | Kanton  | Twarda       | Jelena Janković | 2:6, 0:6     |

## Wygrane turnieje rangi ITF
| turnieje z pulą nagród 100 000 $         |
| turnieje z pulą nagród 75 000 - 80 000 $ |
| turnieje z pulą nagród 50 000 - 60 000 $ |
| turnieje z pulą nagród 25 000 $          |
| turnieje z pulą nagród 15 000 $          |
| turnieje z pulą nagród 10 000 $          |

### Gra pojedyncza
|     | Data       | Turniej             | Kat. | ($)    | Naw.   | Finalistka           | Wynik            |
| 1.  | 09/12/2012 | Antalya             | ITF  | 10 000 | ziemna | Natalija Kostić      | 5:7, 7:5, 6:1    |
| 2.  | 20/01/2013 | Szarm el-Szejk      | ITF  | 10 000 | twarda | Jewgienija Paszkowa  | 6:2, 4:6, 7:6(1) |
| 3.  | 23/03/2014 | Antalya             | ITF  | 10 000 | twarda | Barbora Krejčíková   | 6:3, 6:2         |
| 4.  | 30/03/2014 | Antalya             | ITF  | 10 000 | twarda | Bibiane Schoofs      | 6:4, 6:3         |
| 5.  | 27/04/2014 | Stambuł             | ITF  | 50 000 | twarda | Julija Bejhelzimer   | 6:2, 6:3         |
| 6.  | 14/06/2014 | Budapeszt           | ITF  | 25 000 | ziemna | Adrijana Lekaj       | 7:6(6), 7:6(3)   |
| 7.  | 27/06/2014 | Siófok              | ITF  | 25 000 | ziemna | Martina Borecká      | 6:2, 6:3         |
| 8.  | 03/08/2014 | Pilzno              | ITF  | 25 000 | ziemna | Anastasija Wasyljewa | 6:1, 6:1         |
| 9.  | 07/09/2014 | Alphen aan den Rijn | ITF  | 25 000 | ziemna | Teliana Pereira      | 6:3, krecz       |
| 10. | 12/03/2017 | Zhuhai              | ITF  | 60 000 | twarda | Zheng Saisai         | 6:3, 2:6, 6:4    |